# Saison 2019-2020 du Rugby club vannetais
Cette page présente la saison 2019-2020 du RC Vannes en Pro D2.
Cette saison intervient après une saison 2018-2019 ayant mené les bretons en barrage d'accession en Top 14.

## Pré-saison

### Objectifs
Malgré une saison 2018-2019 ayant mené le club en demi-finale d'ascension en Top 14, le club conserve une ambition prudente d'asseoir le club en Pro D2. 
Jean-Noël Spitzer annonce que le club recherche d'abord un maintien confortable, tout en tirant le plus grand bénéfice de ses joueurs espoirs. 
Au delà de l'aspect sportif, le RC Vannes commence la saison avec une nouvelle tribune fermant le stade de la Rabine. Les travaux du projet de centre d'entraînement sont programmés pour cette saison.

### Transferts
En février 2020, Pierre Boudehent est prêté au club breton par le Stade rochelais en tant que joker médical d'Albert Vulivuli.

## Récit de la saison
La saison est marquée par une suspension du championnat à partir du 13 mars après le début de la propagation de la pandémie de Covid-19 en France. Le 30 avril, la LNR propose l'arrêt définitif du championnat, après une réunion extraordinaire organisée la veille avec tous les membres du bureau exécutif et les présidents de clubs. Par conséquent, le titre national n'est pas attribué et aucune promotion, ni relégation n'est promulguée, à l'issue de cette édition ; la décision est définitivement approuvée par le comité directeur de la LNR le 2 juin.

### Calendrier et résultats
| Date                       | Catégorie             | Adversaire          | Lieu   | Score            | Essais du RC Vannes                                                                                     | Class. | Public |
| -------------------------- | --------------------- | ------------------- | ------ | ---------------- | --- | ------ | ------ |
| Vendredi 9 août 2019       | Amical                | Rouen NR            | Neutre | 33 - 7           | Pilet (15e), Curtis (13e, 30e), Duplenne (47e), Bazin (58e), Hugo (67e)                                 |        | 2 943  |
| Vendredi 16 août 2019      | Amical                | Rouen NR            | Neutre | 57 - 19          | Popelin (16e), Bly (24e, 51e, 78e, 80e), Pic (35e, 58e), Abiven (47e)                                   |        | 800    |
| Vendredi 23 août 2019      | 1re journée de Pro D2 | US Carcassonne      | Ext.   | 37 - 10          | Duplenne (53e)                                                                                          | 14e    |        |
| Vendredi 30 août 2019      | 2e journée de Pro D2  | Biarritz olympique  | Ext.   | 18 - 17          | Bly (5e, 50e)                                                                                           | 12e    |        |
| Vendredi 6 septembre 2019  | 3e journée de Pro D2  | Oyonnax rugby       | Dom.   | 22 - 18          | Bly (21e)                                                                                               | 12e    |        |
| Jeudi 12 septembre 2019    | 4e journée de Pro D2  | Stade montois       | Dom.   | 17 - 5           | Fartass (18e)                                                                                           | 12e    |        |
| Vendredi 27 septembre 2019 | 5e journée de Pro D2  | Provence rugby      | Ext.   | 45 - 24          | Curtis (15e), Muarua (60e, 66e), Hugo (78e)                                                             | 13e    |        |
| Vendredi 4 octobre 2019    | 6e journée de Pro D2  | Stade aurillacois   | Dom.   | 34 - 7           | Bly (11e), Burgaud (63e), Kité (76e)                                                                    | 10e    |        |
| Vendredi 11 octobre 2019   | 7e journée de Pro D2  | USO Nevers          | Ext.   | 26 - 10          | Picault (55e)                                                                                           | 10e    |        |
| Vendredi 18 octobre 2019   | 8e journée de Pro D2  | US Montauban        | Ext.   | 17 - 13          | Leafa (69e)                                                                                             | 11e    |        |
| Vendredi 1er novembre 2019 | 9e journée de Pro D2  | FC Grenoble         | Dom.   | 27 - 12          | Gratien (15e), Leafa (27e), Muarua (46e)                                                                | 10e    |        |
| Vendredi 8 novembre 2019   | 10e journée de Pro D2 | USA Perpignan       | Ext.   | 47 - 17          | Gratien (17e), Bonnefond (68e)                                                                          | 11e    |        |
| Vendredi 15 novembre 2019  | 11e journée de Pro D2 | Colomiers rugby     | Dom.   | 29 - 13          | de pénalité (4e), Leafa (58e), Curtis (70e), Gratien (80e)                                              | 9e     |        |
| Vendredi 22 novembre 2019  | 12e journée de Pro D2 | Valence Romans DR   | Ext.   | 16 - 21          | Dubreuil (39e), Bolenaivalu (45e)                                                                       | 8e     |        |
| Vendredi 6 décembre 2019   | 13e journée de Pro D2 | Soyaux Angoulême XV | Dom.   | 26 - 25          | Cloostermans (56e), Le Bail (62e)                                                                       | 7e     |        |
| Vendredi 13 décembre 2019  | 14e journée de Pro D2 | Rouen NR            | Ext.   | 29 - 15          | Chalmers (21e), Burgaud (47e)                                                                           | 10e    |        |
| Vendredi 20 décembre 2019  | 15e journée de Pro D2 | AS Béziers          | Dom.   | 9 - 6            | | 9e     |        |
| Dimanche 12 janvier 2020   | 16e journée de Pro D2 | Stade montois       | Ext.   | 16 - 18          | Chalmers (28e), Fry (59e)                                                                               | 7e     |        |
| Vendredi 17 janvier 2020   | 17e journée de Pro D2 | USO Nevers          | Dom.   | 31 - 16          | Leafa (9e), Curtis (21e), Popelin (42e), Gratien (73e)                                                  | 6e     |        |
| Vendredi 24 janvier 2020   | 18e journée de Pro D2 | Colomiers rugby     | Ext.   | 23 - 17          | Cramond (80+1e)                                                                                         | 7e     |        |
| Vendredi 31 janvier 2020   | 19e journée de Pro D2 | Provence rugby      | Dom.   | 16 - 6           | Hilsenbeck (35e)                                                                                        | 7e     |        |
| Vendredi 14 février 2020   | 20e journée de Pro D2 | Biarritz olympique  | Dom.   | 24 - 27          | Kité (22e, 51e), Tafili (64e), Duplenne (73e)                                                           | 7e     |        |
| Vendredi 21 février 2020   | 21e journée de Pro D2 | Stade aurillacois   | Ext.   | 22 - 11          | Curtis (14e)                                                                                            | 8e     |        |
| Vendredi 28 février 2020   | 22e journée de Pro D2 | Valence Romans DR   | Dom.   | 47 - 21          | Dubreuil (2e), Bly (10e), Popelin (13e), Boudehent (18e), Cramond (30e), Burgaud (60e), Blanchard (70e) | 7e     |        |
| Vendredi 6 mars 2020       | 23e journée de Pro D2 | Soyaux Angoulême XV | Ext.   | 27 - 15          | Le Bail (25e), Gratien (61e)                                                                            | 8e     |        |
| Vendredi 27 mars 2020      | 24e journée de Pro D2 | US Montauban        | Dom.   | N'a pas été joué | |        |        |
| Vendredi 3 avril 2020      | 25e journée de Pro D2 | FC Grenoble         | Ext.   | N'a pas été joué | |        |        |
| Vendredi 10 avril 2020     | 26e journée de Pro D2 | Rouen NR            | Dom.   | N'a pas été joué | |        |        |
| Vendredi 17 avril 2020     | 27e journée de Pro D2 | Oyonnax rugby       | Ext.   | N'a pas été joué | |        |        |
| Vendredi 24 avril 2020     | 28e journée de Pro D2 | US Carcassonne      | Dom.   | N'a pas été joué | |        |        |
| Vendredi 8 mai 2020        | 29e journée de Pro D2 | AS Béziers          | Ext.   | N'a pas été joué | |        |        |
| Vendredi 15 mai 2020       | 30e journée de Pro D2 | USA Perpignan       | Dom.   | N'a pas été joué | |        |        |

### Pro D2

#### Classement de la phase régulière
| Rang | Club                  | J  | V  | N | D  | Bo | Bd | Pm  | Pe  | Diff | Pts |
| ---- | --------------------- | -- | -- | - | -- | -- | -- | --- | --- | ---- | --- |
| 1    | Colomiers Rugby       | 23 | 17 | 0 | 6  | 5  | 4  | 573 | 381 | +192 | 77  |
| 2    | USA Perpignan (R)     | 23 | 16 | 0 | 7  | 8  | 4  | 671 | 426 | +245 | 76  |
| 3    | FC Grenoble (R)       | 23 | 14 | 1 | 8  | 7  | 2  | 572 | 399 | +173 | 67  |
| 4    | Oyonnax Rugby         | 23 | 14 | 0 | 9  | 5  | 6  | 589 | 414 | +175 | 67  |
| 5    | USO Nevers            | 22 | 14 | 0 | 8  | 4  | 0  | 520 | 475 | +45  | 60  |
| 6    | Biarritz olympique    | 23 | 12 | 1 | 10 | 4  | 5  | 513 | 451 | +62  | 59  |
| 7    | Soyaux Angoulême XV   | 22 | 11 | 2 | 9  | 3  | 4  | 430 | 449 | -19  | 55  |
| 8    | RC Vannes             | 23 | 12 | 0 | 11 | 3  | 3  | 460 | 485 | -25  | 54  |
| 9    | AS Béziers            | 23 | 12 | 0 | 11 | 3  | 3  | 450 | 453 | -3   | 54  |
| 11   | Stade montois         | 23 | 11 | 0 | 12 | 2  | 5  | 499 | 521 | -22  | 51  |
| 10   | US Carcassonne        | 22 | 11 | 1 | 10 | 1  | 2  | 469 | 544 | -75  | 49  |
| 12   | Provence Rugby        | 22 | 10 | 0 | 12 | 2  | 3  | 408 | 482 | -74  | 45  |
| 13   | US Montauban          | 22 | 8  | 1 | 13 | 1  | 6  | 446 | 528 | -82  | 41  |
| 14   | Stade aurillacois     | 23 | 7  | 0 | 16 | 2  | 8  | 429 | 545 | -116 | 38  |
| 15   | Rouen NR (P)          | 23 | 6  | 0 | 17 | 0  | 7  | 345 | 558 | -213 | 31  |
| 16   | Valence Romans DR (P) | 22 | 3  | 0 | 19 | 0  | 8  | 381 | 641 | -260 | 20  |

Attribution des points : victoire sur tapis vert : 5, victoire : 4, match nul : 2, défaite : 0, forfait : -2 ; plus les bonus (offensif : 3 essais de plus que l'adversaire ; défensif : défaite par 5 points d'écart ou moins; les deux bonus peuvent se cumuler).
Règles de classement :
1. points terrain (bonus compris) ; 2. points terrain obtenus dans les matchs entre équipes concernées ; 3. différence de points sur l'ensemble des matchs ; 4. différence de points dans les matchs entre équipes concernées ; 5. différence entre essais marqués et concédés dans les matchs entre équipes concernées ; 6. nombre de points marqués sur l'ensemble des matchs ; 7. différence entre essais marqués et concédés ; 8. nombre de forfaits n'ayant pas entraîné de forfait général ; 9. place la saison précédente.

#### Evolution du classement
Pour des raisons techniques, il est temporairement impossible d'afficher le graphique qui aurait dû être présenté ici.

## Joueurs et encadrement technique

### Entraîneurs
- Jean-Noël Spitzer, Entraineur général
- Gerard Fraser, Entraineur des lignes arrières
- Goulven Le Garrec, Entraineur techniques individuelles (skills coach)

### Effectif professionnel
Le tableau suivant récapitule l'effectif professionnel du RC Vannes pour la saison 2019/2020. Le nombre de sélections et de points marqués est à jour au 10 novembre 2019. 
| Nom                    | Poste            | Naissance         | Nationalité sportive | Sélections (pts marqués) | Dernier club               | Arrivée au club (année) | JIFF |
| ---------------------- | ---------------- | ----------------- | -------------------- | ------------------------ | -------------------------- | ----------------------- | ---- |
| Antoine Abraham        | Pilier           | 1er mai 1995      | France               |                          | RC Massy                   | 2019                    | oui  |
| Lucas Dycke            | Pilier           | 20 mai 1999       | France               |                          | Olympique Marcquois Rugby  | 2018                    | oui  |
| Eric Fry               | Pilier           | 14 septembre 1987 | États-Unis           | 48 (15)                  | Saint-Nazaire              | 2016                    | non  |
| Phil Kité              | Pilier           | 24 avril 1993     | Tonga                | 1 (0)                    | Northland                  | 2017                    | non  |
| Pierre Maïau           | Pilier           | 8 juin 1994       | France               |                          | FC Grenoble                | 2018                    | oui  |
| Nika Néparidze         | Pilier           | 18 février 1996   | Géorgie              |                          | ASM Clermont               | 2018                    | oui  |
| Facundo Pomponio       | Pilier           | 1er avril 1992    | Argentine            |                          | Céret sportif              | 2019                    | non  |
| Rémi Sénéca            | Pilier           | 1er janvier 1995  | France               |                          | Stade français Paris       | 2017                    | oui  |
| Pagakalasio Tafili     | Pilier           | 8 mars 1987       | France               |                          | SC Tulle Corrèze           | 2016                    | oui  |
| Jason Tindilière       | Pilier           | 1er janvier 1997  | France               |                          | Limoges rugby              | 2018                    | oui  |
| Cyril Blanchard        | Talonneur        | 22 juillet 1989   | France               |                          | US Bressanne               | 2017                    | oui  |
| Leeroy Cloostermans    | Talonneur        | 27 août 1992      | France               |                          | Formé au club              | 2010                    | oui  |
| Pat Leafa              | Talonneur        | 16 mars 1989      | Nouvelle-Zélande     |                          | Melbourne Rebels           | 2017                    | non  |
| Nick Civetta           | 2e ligne         | 5 novembre 1989   | États-Unis           | 26 (20)                  | Doncaster Knights          | 2019                    | non  |
| Andrew Cramond         | 2e ligne         | 15 avril 1994     | Écosse               |                          | Section paloise            | 2017                    | oui  |
| Étienne Delangle       | 2e ligne         | 31 juillet 1987   | France               |                          | US Dax                     | 2013                    | oui  |
| Carwyn Jones           | 2e ligne         | 23 février 1993   | Pays de Galles       |                          | Ealing                     | 2017                    | non  |
| Eric Marks             | 2e ligne         | 9 décembre 1996   | Allemagne            |                          | Stade rochelais            | 2019                    | oui  |
| Rémi Picquette         | 2e ligne         | 23 février 1995   | France               |                          | Stade rochelais            | 2017                    | oui  |
| Dan Tuohy              | 2e ligne         | 18 juin 1985      | Irlande              | 11 (5)                   | Stade français Paris       | 2018                    | non  |
| Jérémie Abiven         | 3e ligne aile    | 6 janvier 1994    | France               |                          | Stade rochelais            | 2016                    | oui  |
| Grégoire Bazin         | 3e ligne aile    | 30 avril 2000     | France               |                          | Vélo Sport nantais         | 2017                    | oui  |
| Laijaisa Bolenaivalu   | 3e ligne aile    | 27 janvier 1993   | Fidji                |                          | UA Libourne                | 2016                    | non  |
| Hugh Chalmers          | 3e ligne aile    | 28 novembre 1984  | Nouvelle-Zélande     |                          | Union Bordeaux Bègles      | 2018                    | non  |
| Julien Dumoulin        | 3e ligne aile    | 5 février 1991    | France               |                          | RC Massy                   | 2019                    | oui  |
| Jeff Goufan            | 3e ligne aile    | 18 juin 1999      | France               |                          | REC Rugby                  | 2016                    | oui  |
| Pio Muarua             | 3e ligne aile    | 28 juin 1996      | Fidji                |                          | → Soyaux Angoulême XV      | 2019                    | oui  |
| Wandrille Picault      | 3e ligne aile    | 4 octobre 1994    | France               |                          | USA Perpignan              | 2017                    | oui  |
| Manoa Vosawai          | 3e ligne aile    | 12 août 1983      | Italie               | 17 (5)                   | Cardiff Blues              | 2016                    | non  |
| Florian Cazenave       | Demi de mêlée    | 30 décembre 1989  | France               |                          | Union Bordeaux Bègles      | 2019                    | oui  |
| William Hutteau        | Demi de mêlée    | 12 février 1998   | France               |                          | ASM Clermont               | 2019                    | oui  |
| Jules Le Bail          | Demi de mêlée    | 9 février 1992    | France               |                          | Stade rochelais            | 2017                    | oui  |
| Christopher Hilsenbeck | Demi d'ouverture | 10 janvier 1992   | Allemagne            | 21 (85)                  | Colomiers rugby            | 2017                    | oui  |
| Schalk Hugo            | Demi d'ouverture | 17 août 1994      | Afrique du Sud       |                          | Leopards                   | 2019                    | non  |
| Tom Juniver            | Demi d'ouverture | 7 mai 1997        | France               |                          | RC Massy                   | 2019                    | oui  |
| Paul Bonnefond         | Centre           | 13 septembre 1988 | France               | France 7                 | France 7                   | 2019                    | oui  |
| Kévin Burgaud          | Centre           | 27 novembre 1987  | France               |                          | Stade rochelais            | 2019                    | oui  |
| Fred Hickes            | Centre           | 17 juillet 1992   | Fidji                | 6 (15)                   | Nadi                       | 2016                    | non  |
| Branden Holder         | Centre           | 18 octobre 1996   | Afrique du Sud       |                          | SU Agen                    | 2018                    | oui  |
| Jean-Baptiste Pic      | Centre           | 13 septembre 1990 | France               |                          | Formé au club              | 2014                    | oui  |
| Albert Vulivuli        | Centre           | 26 mai 1985       | Fidji                | 15 (10)                  | Racing 92                  | 2018                    | non  |
| Kévin Bly              | Ailier           | 28 février 1996   | France               |                          | Racing 92                  | 2017                    | oui  |
| Pierre Boudehent       | Ailier           | 6 février 1998    | France               |                          | Stade rochelais            | 2019                    | oui  |
| Ambrose Curtis         | Ailier           | 17 avril 1992     | Nouvelle-Zélande     |                          | Wasps                      | 2019                    | non  |
| Quentin Dubreuil       | Ailier           | 31 janvier 1998   | France               |                          | Montpellier HR             | 2019                    | oui  |
| Gwenaël Duplenne       | Ailier           | 9 août 1993       | France               |                          | Formé au club              | 2012                    | oui  |
| Faraj Fartass          | Ailier           | 15 mars 1997      | France               |                          | Stade français Paris       | 2018                    | oui  |
| Matthys Gratien        | Ailier           | 15 février 1999   | France               |                          | FCY Rugby La Roche-sur-Yon | 2016                    | oui  |
| Quentin Pilet          | Arrière          | 13 septembre 1993 | France               |                          | Stade dijonnais            | 2019                    | oui  |
| Pierre Popelin         | Arrière          | 23 juin 1995      | France               | France 7                 | France 7                   | 2018                    | oui  |
| Maëlan Rabut           | Arrière          | 8 septembre 1996  | France               |                          | RC Massy                   | 2019                    | oui  |

### Sélection internationale
En début de saison, la Coupe du monde de rugby à XV 2019 au Japon prive le RC Vannes d'Eric Fry, retenu avec l'équipe des États-Unis de rugby. S'il ne participe pas à la Pacific Nations Cup 2019, il participe à un test match avant de disputer trois des quatre matchs de son équipe au Japon.

#### Match internationaux
| Joueur   | Poste  | Pays       | Compétition                | Sélections (points) |
| -------- | ------ | ---------- | -------------------------- | ------------------- |
| Eric Fry | Pilier | États-Unis | Test match, Coupe du monde | 4 (0)               |

## Statistiques

### Championnat de France

#### Meilleur réalisateur
| \| Rang \| Joueur \| Poste \| Points \| Essais \| Transf. \| Pén. \| Drops \| \| ---- \| ---------------------- \| ---------------- \| ------ \| ------ \| ------- \| ---- \| ----- \| \| 1 \| Christopher Hilsenbeck \| Demi d'ouverture \| 161 \| 1 \| 24 \| 36 \| 0 \| \| 2 \| Jules Le Bail \| Demi de mêlée \| 46 \| 2 \| 9 \| 6 \| 0 \| \| 3 \| Kévin Bly \| Ailier \| 25 \| 5 \| 0 \| 0 \| 0 \| \| - \| Matthys Gratien \| Ailier \| 25 \| 5 \| 0 \| 0 \| 0 \| \| 5 \| Ambrose Curtis \| Ailier \| 20 \| 4 \| 0 \| 0 \| 0 \| \| - \| Pat Leafa \| Talonneur \| 20 \| 4 \| 0 \| 0 \| 0 \| |                        |                  |        |        |         |      |       |
| Rang | Joueur                 | Poste            | Points | Essais | Transf. | Pén. | Drops |
| 1 | Christopher Hilsenbeck | Demi d'ouverture | 161    | 1      | 24      | 36   | 0     |
| 2 | Jules Le Bail          | Demi de mêlée    | 46     | 2      | 9       | 6    | 0     |
| 3 | Kévin Bly              | Ailier           | 25     | 5      | 0       | 0    | 0     |
| - | Matthys Gratien        | Ailier           | 25     | 5      | 0       | 0    | 0     |
| 5 | Ambrose Curtis         | Ailier           | 20     | 4      | 0       | 0    | 0     |
| - | Pat Leafa              | Talonneur        | 20     | 4      | 0       | 0    | 0     |

#### Meilleur marqueur
| \| Rang \| Joueur \| Poste \| Essais \| \| ---- \| --------------- \| --------- \| ------ \| \| 1 \| Kévin Bly \| Ailier \| 5 \| \| - \| Matthys Gratien \| Ailier \| 5 \| \| 3 \| Ambrose Curtis \| Ailier \| 4 \| \| - \| Pat Leafa \| Talonneur \| 4 \| \| 5 \| Kévin Burgaud \| Centre \| 3 \| \| - \| Phil Kité \| Pilier \| 3 \| \| - \| Pio Muarua \| 3e ligne \| 3 \| |                 |           |        |
| Rang | Joueur          | Poste     | Essais |
| 1 | Kévin Bly       | Ailier    | 5      |
| - | Matthys Gratien | Ailier    | 5      |
| 3 | Ambrose Curtis  | Ailier    | 4      |
| - | Pat Leafa       | Talonneur | 4      |
| 5 | Kévin Burgaud   | Centre    | 3      |
| - | Phil Kité       | Pilier    | 3      |
| - | Pio Muarua      | 3e ligne  | 3      |